# Floripes Dornellas de Jesus
Floripes Dornellas de Jesus, conhecida também como Lola (Mercês, 9 de junho de 1913 – Rio Pomba, 9 de abril de 1999), foi uma leiga católica do interior do estado de Minas Gerais. Tornou-se conhecida por viver cerca de 60 anos alimentando-se apenas da eucaristia. É considerada serva de Deus pela Igreja Católica.

## Vida

### Infância
Floripes Dornellas de Jesus nasceu, em Mercês. Ainda criança, por volta dos quatro anos, mudou-se com sua família para a cidade de Rio Pomba, na localidade denominada "Lindo Vale".

### Acidente
Os anos de sua infância e adolescência foram marcados pelas atividades comuns da vida no campo, até que, na década de 1930, uma queda de uma jabuticabeira fez com que ficasse paraplégica. Desde então, em meio a fortes dores, começou a reduzir sua alimentação gradualmente até suprimi-la por completo. Seus familiares logo perceberam as evidentes alterações em seu organismo. Não sentia mais fome, sede ou sono. Nos primeiros anos em que se observou o fenômeno, milhares de pessoas acorreram à sua residência em busca de orações e conselhos. Por vezes, tornou-se alvo da imprensa.
Em 1958, o então arcebispo de Mariana, Dom Helvécio Gomes de Oliveira, solicitou a Lola que interrompesse as visitações e se dedicasse a uma vida mais reservada, levando em consideração sua saúde que começava a se debilitar.

### Apostolado
Sendo totalmente avessa à divulgação de sua própria figura, se esforçava apenas em divulgar a devoção ao Sagrado Coração de Jesus, inspirada pelo movimento do Apostolado da Oração. Teve especial destaque na criação do Apostolado da Oração masculino, que, na cidade de Rio Pomba, chegou ao número de mil adeptos. Seu principal desejo era que se fizesse a novena nas primeiras sextas-feiras do mês em honra ao Coração de Jesus, devoção ensinada por Ele próprio numa aparição a Santa Margarida Maria Alacoque.

### Morte
Faleceu em 9 de abril de 1999, em sua residência. Mais de vinte mil pessoas acorreram a seu sepultamento, ocorrido em Rio Pomba no dia seguinte.

## Beatificação
Lola foi declarada serva de Deus pela Congregação para a Causa dos Santos em 30 de novembro de 2005, com o nihil obstat n.º 2699. A Arquidiocese de Mariana é responsável pelos trâmites de sua causa de beatificação.
O postulador desta causa é o Pe. Rodney Francisco Reis da Silva.